# Hrušová
Hrušová (německy Hruschau; (stare) Ruschow (1347)) je obec v okrese Ústí nad Orlicí v Pardubickém kraji. Rozkládá se ve Svitavské pahorkatině, v rovinaté krajině po levé straně řeky Loučné, zhruba 5 km jjv. od města Vysoké Mýto. Žije zde 403 obyvatel.
Prochází tudy silnice I/35 a železniční trať Choceň–Litomyšl se zastávkou Hrušová.

## Historie
První písemná zmínka o obci pochází z roku 1167.

## Pamětihodnosti
- Kaple Nejsvětější Trojice
- Cihelna u silnice do Litomyšle – měla unikátní pec; zbourána v 70. letech 20. stol.[5]
- Dub letní – památný strom na jižním konci vesnice, naproti obecnímu úřadu
- Lípa srdčitá – památný strom na východě vesnice, u jz. nároží čp. 30

### Lieratura
- ŠVEC, Jiří; VAŘEKOVÁ, Zuzana. Charakteristika a proměna vesnické zástavby v 19. století na příkladu Hrušové u Vysokého Mýta. Průzkumy památek. 2014, roč. XXI, čís. 2, s. 162–180. ISSN 1212-1487.